# Stephen Cook
Stephen Arthur Cook (Buffalo, 14 dicembre 1939) è un informatico e matematico statunitense, conosciuto per i suoi contributi nella teoria della complessità computazionale. Ha ricevuto il premio Turing nel 1982.